# Калонов, Мухиддин Бахриддинович
Калонов Мухиддин Бахриддинович (узб. Kalonov Muxiddin Baxritdinovich, род. 11 июля 1977 года, Нуратинский район, Навоийская область, Узбекистан) — узбекский учёный, экономист, доктор экономических наук, профессор. Ректор Навоийского государственного университета (с 2024 года).
Член Союз писателей Узбекистана, эксперт Сената Республики Узбекистан и Антикоррупционного агентства. Член Экологической партии Узбекистана.

## Биография
Родился 11 июля 1977 года в семье интеллигентов в Нуратинском районе Навоийской области. По национальности — узбек. Общий трудовой стаж составляет 29 лет, из которых 22 года — в научно-педагогической сфере.
С 1996 по 2002 годы работал корректором журнала «Иқтисод ва хисобот», техническим редактором журнала «PressTIJ», главным бухгалтером в фирме «Alp-Farzin» и редакции газеты «Fidokor».
С 2002 по 2018 год работал в Республиканском научно-методическом центре «Автодарётранс-илм» — от младшего научного сотрудника до генерального директора.

## Образование
- 2000 — Ташкентский институт ирригации и механизации сельского хозяйства (с отличием).
- 2006 — Академия государственного и общественного строительства при Президенте Республики Узбекистан.
- 2012 — Магистратура Ташкентского государственного экономического университета (учёт и анализ ВЭД).
- 2021 — Высшая школа бизнеса и предпринимательства.
- 2023 — Постдокторантура, Оксфордский университет.

## Научная деятельность
В 2017 году защитил кандидатскую диссертацию (PhD), в 2019 — докторскую диссертацию (DSc) по экономическим наукам. В 2022 году ему присвоено звание профессора.
Стажировался в Пекинском университете (КНР), Санкт-Петербургском государственном экономическом университете (РФ), а также в Оксфорде (Великобритания).
В 2019 году представил правительству проект цифровизации Ташкентского автовокзала. Основал аналитический клуб «Think Tank» при ТГЭУ.

## Общественная и редакционная деятельность
- Главный редактор научного журнала «Logistika va Iqtisodiyot».
- Член редколлегий научных журналов, входящих в перечень ВАК.
- Руководитель международного проекта «Ready4Trade Central Asia».
- Автор цифровой платформы дистанционного обучения водителей и сотрудников транспортных организаций (2018).
- Автор книги «Организация бухгалтерского учёта в автотранспортных предприятиях» (2020).

## Научные труды
Калонов является автором более 200 научных трудов, включая 2 монографии и более 30 учебных пособий. Основные работы:
- Introduction to Taxation and Accounting
- Accounting
- Accounting and Auditing
- Financial Accounting
- Management Accounting

## Признание
- В 2023 году при Ургенчском государственном университете инициировал создание Региональной лаборатории по экономическим исследованиям.
- Активный участник научных конференций, саммитов и круглых столов ШОС, ОИС и СНГ.